# Jar Jar Binks
Jar Jar Binks es un personaje ficticio del universo Star Wars, que es interpretado por Ahmed Best. Este personaje aparece en el primer  episodio de la saga. En agosto de 2015, el creador de Star Wars; George Lucas, reveló que para crear a Jar Jar Binks se inspiró en Goofy, el torpe perro de Disney.
Jar Jar, anfibio gungan del planeta Naboo, era un exiliado sin suerte que está alejado de su ciudad, Otoh Gunga y sobrevive solo en los pantanos comiendo crustáceos crudos y lo que encuentra en la ciénaga. Su larga lengua muscular le permite extraer los moluscos de las valvas y los sabrosos gumbols de sus madrigueras en los árboles. Durante la invasión de Naboo, Qui-Gon Jinn se encuentra con este gungan y lo salva. Su sentido del honor lo une al Jedi de por vida, si bien al principio Qui-Gon prefería no tener que aguantarlo y Obi-Wan Kenobi considera a Jar Jar un ser molesto que hay que aguantar y poco más, lo cierto es que el gungan demuestra enseguida que puede ser útil cuando le habla al Jedi de una ciudad subacuática en la que pueden refugiarse y escapar de las fuerzas de la Federación de Comercio.
Cuando la nave Real llega a Tatooine tras escapar de Naboo, Qui-Gon Jinn va a Mos Espa en busca de repuestos para la hiperpropulsión y Jar Jar lo acompaña. Qui-Gon sabe que el extraño gungan le ayudará a pasar desapercibido entre la población de extraños seres de la ciudad. Jar Jar se preocupa por la exposición de su piel anfibia al calor y a los soles.

## Su exilio
Jar Jar es bastante reticente al hablar de su exilio de Otoh Gunga y le quita importancia al hecho de haber inundado la mayor parte de la mansión del jefe Nass y varias burbujas adyacentes cuando trabajaba de camarero en una fiesta de la alta sociedad. Dado que no era el primer accidente grave de Jar Jar, ni siquiera la primera inundación grave que provocaba, el jefe Nass se puso furioso y Jar Jar fue exiliado de su propia ciudad bajo pena de ejecución.
Jar Jar es muy conocido por la patrulla urbana de Otoh Gunga que lo ha sacado de todo tipo de líos en el pasado, desde riñas insignificantes por haber robado comida hasta el alboroto que provocó cuando sin darse cuenta abrió la mitad de las burbujas del zoo de Otoh Gunga. Saben que el jefe Nass no se alegrará de volver a ver a este gungan de triste fama en sus aposentos.

## Un superviviente
Como todos los gunganos, Jar Jar tiene un esqueleto cartilaginoso, que le hace flexible como la goma. Hasta el cráneo y la mandíbula son dúctiles, lo que otorga al torpe gungano una gran gama de expresiones faciales. Su personalidad también es elástica y se dobla ante los cambios de fortuna sin dejar que se quiebre su temple. Solo, en compañía de los Jedi o incluso ante la realeza, Jar Jar va metiendo la pata por la vida con su buen humor desenfrenado, ataques de pánico aparte. 
Tiempo después Jar Jar fue enviado a Coruscant como representante de los Gungan ante el Senado Galáctico (Galactic Senate), terminando por reemplazar a la senadora Padmé Amidala en su rol de casos extremos, llegando al caso de dar poderes especiales a Palpatine para crear un ejército al servicio de la República Galáctica. Se cree que es familia de Scorria.

## Final
En el videojuego Star Wars: El Poder de la Fuerza se puede ver a Jar Jar Binks congelado en una placa de carbonita en una sala de trofeos del Capitán Imperial Ozzik Sturn en el planeta Kashyyyk, junto a las cabezas de otras muchas criaturas del universo Star Wars y a un Wookiee enjaulado. Aun así, esto ha sido declarado definitivamente como no canónico. Pero Jar-Jar es un superviviente, y muchos afirman que se jubiló cuando el Imperio dominó la galaxia